# Estimata annapurna
Estimata annapurna là một loài bướm đêm trong họ Noctuidae.